# جوئل چان (بازیگر)
جوئل چان (انگلیسی: Joel Chan؛ زادهٔ ۲ اکتبر ۱۹۷۶) بازیگر، خوانندگی اهل چین است. وی از سال ۱۹۹۴ میلادی تاکنون مشغول فعالیت بوده است. او برندهٔ جوایزی همچون جایزه سالیانه تی‌وی‌بی شده است.